# Stroudia fusiformis
Stroudia fusiformis är en stekelart som beskrevs av Giordani Soika 1987. Stroudia fusiformis ingår i släktet Stroudia och familjen Eumenidae. Inga underarter finns listade i Catalogue of Life.